# Arthrosolaenomeris chapadensis
Arthrosolaenomeris chapadensis är en mångfotingart som beskrevs av Christoph D. Schubart 1943. Arthrosolaenomeris chapadensis ingår i släktet Arthrosolaenomeris och familjen Chelodesmidae. Inga underarter finns listade i Catalogue of Life.